# Kolartorp (byggnadstyp)

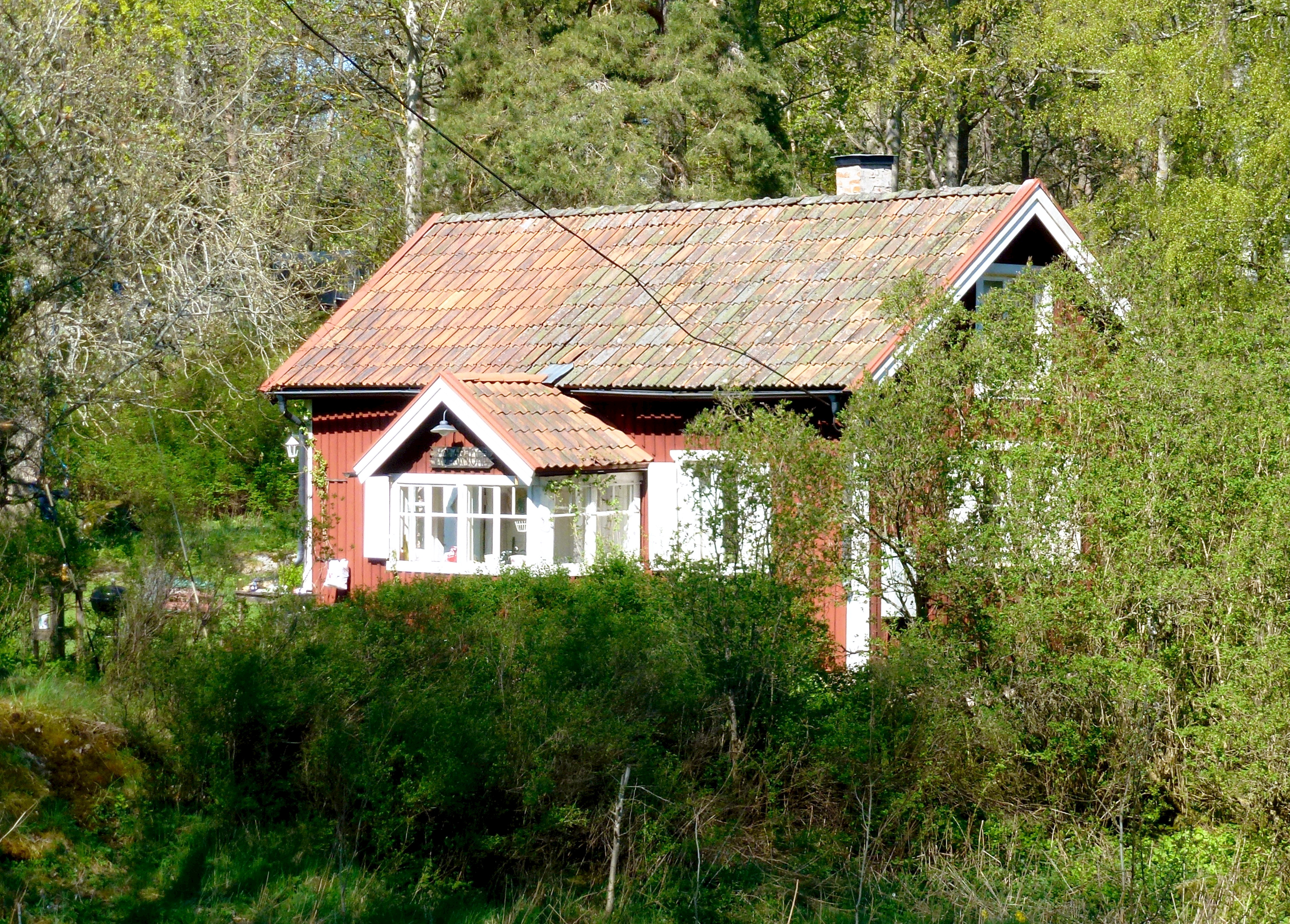
Före detta Kolartorp i Huddinge.

Kolartorp var de torp där brukaren hade skyldighet att kola och leverera en viss mängd träkol till gården som torpet lydde under.
För att försörja gruvor och hyttor i Bergslagen fanns det under flera hundra år fram till slutet av 1930-talet torp där brukaren hade skyldighet att leverera en viss mängd träkol och vid budning arbeta utan lön för bolaget ett mindre antal dagar per år. Kolartorparen var förbjuden att arbeta åt andra men kunde på gården driva jordbruk för sin egen och familjens försörjning. Den ekonomiska kärnan i detta system var att det gick åt enorma mängder ved för att producera den mängd träkol som behövdes för att hålla igång en hytta.